# Самур (река)
Самур (азер. Samurçay) је река у Русији у Дагестану која у доњем току чини границу између Русије и Азербејџана, пре него што се улива у Каспијско море. Дужина реке је 213 km, са површином слива од 7.330 km². 
Самур потиче од глечера. Извире на висини од 3200 м, на североисточној падини планине Гутон (3648 метара). У свом току прави дубоку и уску долину између гребена Кјабјак и Самурског гребена, у средњим току пролази кроз проширену долину, а пре ушћа у Каспијско море ствара делту.
Воде реке одликује висока замућеност (више од 3.000 г/m³) у просеку 1.950 г/ m³. Највиши ниво достиже од краја марта до августа, када су могуће велике поплаве. Просечни проток воде на 20 km од ушћа је 75 m³/s.
Воде реке се одводе са два канала Самурско-Апшеронским и Самурско-Дербентским.